# Gräddtjuv

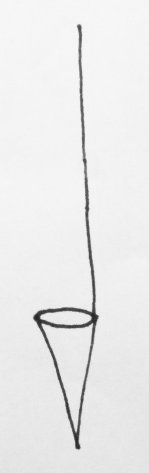
Gräddtjuv.

En gräddtjuv är ett redskap för att skumma mjölk, dvs. ta av grädden som flyter ovanpå, i mjölkflaskor. Gräddtjuven är gjord som en liten strut med ett skaft och sticks ned i flaskan så att strutens kant precis kommer under ytan. Grädden rinner ned i tjuven, och kan samlas upp.